# إيالة آيدين
إيالة آيدين (بالتركية العثمانية: إيالت آيدين) أو إيالة سميرنا. هي إيالة عثمانية تضم أجزاءً من تركيا اليوم.
بعد إلغاء الإنكشارية عام 1826م، تم تغيير التقسيمات الإدارية للإمبراطورية، و الإيالات العثمانية وتم تقسيم الأناضول إلى 4 أقسام في عام 1841، تم نقل العاصمة إلى إزمير ، إلا أنها عادت إلى آيدن في 1843. بعد ثلاث سنوات لاحقة في عام 1846، انتقلت العاصمة إلى إزمير مرة أخرى. وبعد اعتماد الولايات بدل الإيالات في القانون في عام 1864، تم إعادة إنشاء ولاية سميرنا أو ولاية آيدين.

## التقسيمات الإدارية
1. سنجق صاروخان (مانيسا).
2. سنجق سوجلا (إزمير).[4]
3. سنجق منتيسي (موغلا).
4. سنجق دنيزلي.